# کانگ گا آی
کانگ گا آه (انگلیسی: Kang Ga-ae؛ زادهٔ ۱۰ دسامبر ۱۹۹۰) بازیکن فوتبال اهل کره جنوبی است.
وی همچنین در تیم‌های ملی فوتبال South Korea women's national under-20 football team و زنان کره جنوبی بازی کرده‌است.